# Dusocin
Dusocin (deutsch 1772–1903 Dossoczyn, Dossenzien; auch Doszoczyn und Doßoczyn,  1903–1920/1939–1945 Schöntal) ist ein Dorf in der Landgemeinde Grudziądz im Powiat Grudziądzki der polnischen Woiwodschaft Kujawien-Pommern.

## Geographische Lage
Das Dorf liegt im ehemaligen Westpreußen, südlich der Danziger Bucht, auf halbem Wege zwischen den Ortschaften Grudziądz (Graudenz) und Gardeja (Garnsee), etwa sieben Kilometer nordöstlich von Graudenz.

## Geschichte

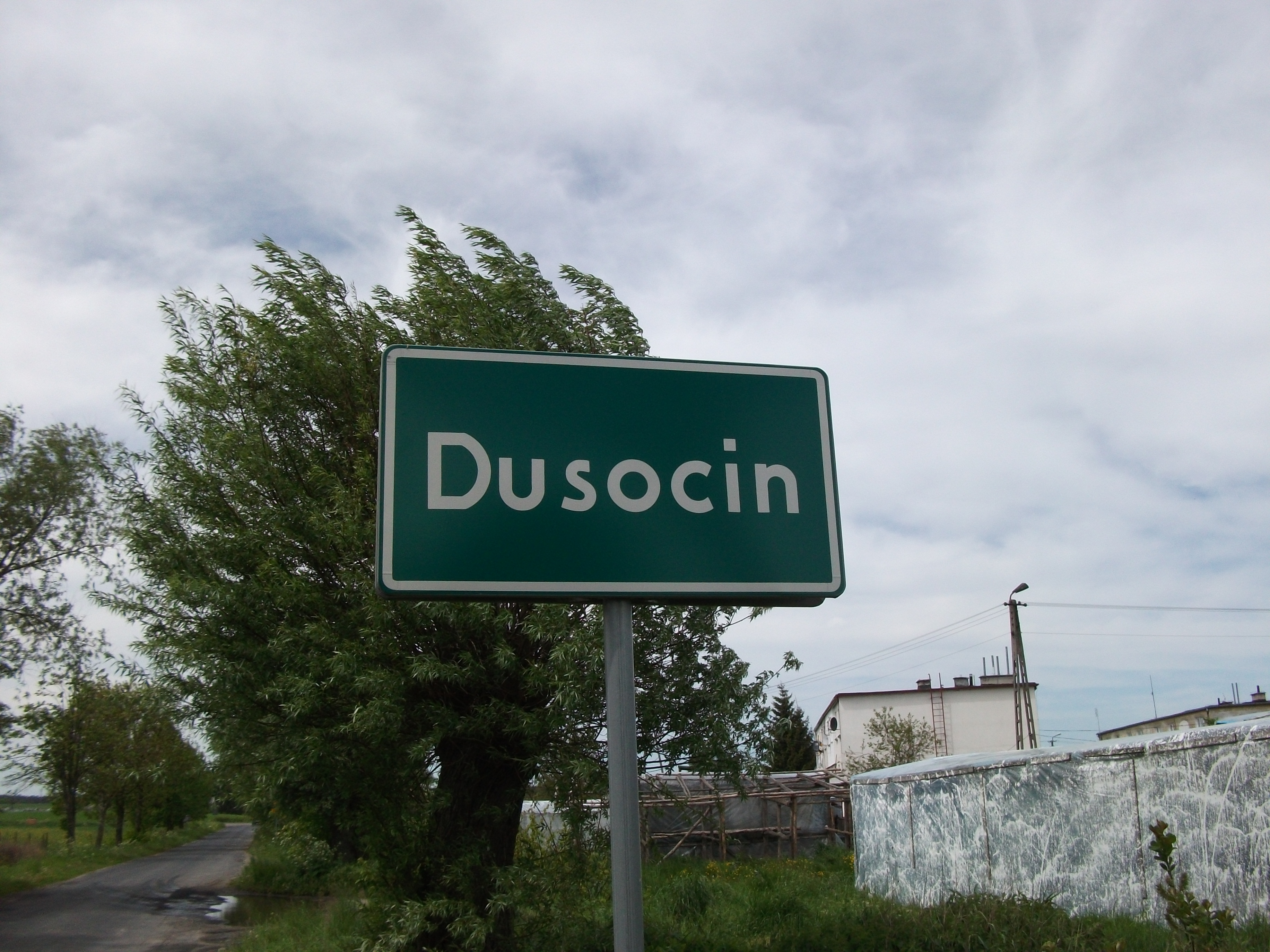
Ortsschild am Dorfeingang

In einer den Besitz des Ritters Dietrich von Stange betreffenden Urkunde wurde der Ort im Jahr 1285 Duschezin genannt; andere Ortsnamen, die für das Dorf in Gebrauch waren, sind Duschexin, Ubitz, Uswitz, Auswitz, Auschwitz, Duscocino und Dussocin. In dem Ort gab es einen Außenhof der Komturei des Ordenskomturei Graudenz.    Nach dem Niedergang der Herrschaft des Deutschen Ordens kam das Dorf 1454 unter polnische Oberhoheit. Es gehörte zum autonomen Preußen königlichen Anteils und war ein Grenzdorf zwischen Westpreußen und Ostpreußen.
Durch die Erste Teilung Polen-Litauens 1772 wurde das westliche Preußen mit dem Bezirk Graudenz und Dossoczyn unter Friedrich II. von Preußen mit dem östlichen Teil des Königreichs Preußen in dem Maße wiedervereinigt, wie diese Teile zur Zeit des Deutschordensstaats miteinander verbunden gewesen waren. I789 wird Dossenzien als ein Königliches Dorf mit 37 Feuerstellen (Haushaltungen) bezeichnet, das zum Domänenamt Graudenz  gehört.
Von 1818 bis 1920 gehörte das  Dorf zum Landkreis Graudenz der Provinz Westpreußen des Deutschen Reichs. Im Jahr 1903 wurde der neue Ortsname Schöntal eingeführt.
Nach dem Ersten Weltkrieg musste Schöntal aufgrund der Bestimmungen des Versailler Vertrags  1920 zur Einrichtung des Polnischen Korridors mit dem ganzen Landkreis Graudenz an Polen abgetreten werden. Durch den Überfall auf Polen im September 1939 wurde der Landkreis völkerrechtswidrig vom Deutschen Reich annektiert und dem Reichsgau Danzig-Westpreußen zugeordnet, zu dem Schöntal bis 1945 gehörte. 
Gegen Ende des Zweiten Weltkriegs besetzte im Frühjahr 1945 die Rote Armee die Region. Soweit die deutsche Minderheit nicht geflohen war, wurde sie in der folgenden Zeit vertrieben. 

### Bevölkerungszahlen
| Jahr | Einwohner | Anmerkungen                              |
| ---- | --------- | ---------------------------------------- |
| 1832 | 409       | in 65 Häusern                            |
| 1852 | 543       | [ 5 ]                                    |
| 1864 | 612       | davon 537 Evangelische und 53 Katholiken |
| 1905 | 485       | [ 7 ]                                    |